# SV Germania Mittweida 1897
Germania Mittweida is een Duitse voetbalclub uit Mittweida.

## Geschiedenis
De club werd op 16 mei 1897 opgericht als FC Germania Mittweida. De eerste wedstrijd tegen een andere club vond plaats op 11 mei 1899 tegen stadsrivaal Mittweidaer BC en werd met 2-3 verloren. In 1902 ging de club in de nieuwe Oost-Saksische competitie spelen. De club werd laatste en trok zich terug uit de bond. Toen in 1905 de Midden-Saksische competitie van start ging nam de club hier wel aan deel. 
Na een paar jaar in de middenmoot werd de club in 1910 kampioen en won zelfs alle wedstrijden. Hierdoor plaattse de club zich voor de Midden-Duitse eindronde. Na een 4-1-overwinning op FC 1902 Cöthen werd de club in de kwartfinale verslagen door toenmalige topclub VfB Leipzig. De volgende jaren eindigde de club in de middenmoot. Tijdens de Eerste Wereldoorlog trok de club zich terug uit de competitie. Na de oorlog nam de club de naam SV Germania aan. De competitie van Zuidwest-Saksen werd omgevormd tot Midden-Saksische competitie, die een groter gebied besloeg. De club speelde nu in de tweede klasse. In 1924 werd de club nog vicekampioen, zij het met grote achterstand. In 1925 fuseerde de club met SC 08 Hellas Chemnitz en speelde als SC Hellas/Germania Chemnitz, en later als Hellas/Germania Mittweida verder in de hoogste klasse. Na een derde plaats in het eerste seizoen zakte de club ieder jaar verder weg tot een degradatie volgde in 1931. 
Het volgende seizoen speelde de club terug onder de eigen naam in de tweede klasse. Het is niet bekend of de naam gewoon gewijzigd werd of dat de fusie ongedaan gemaakt werd. De club eindigde nog twee keer op de derde plaats en na 1933 werd de competitie hervormd. De Gauliga werd ingevoerd als hoogste klasse en de club ging in de Bezirksklasse Chemnitz spelen. Door de perikelen in de Tweede Wereldoorlog werd in 1944/45 de Bezirksklasse ontbonden en mochten alle actieve clubs in de Gauliga spelen, die regionaal sterk onderverdeeld was. Om een concurrentieel team op te kunnen stellen ging de club een oorlogsfusie aan met oude rivaal BC en schreef zich zo in als KSG Germania/Mittweidaer BC. De competitie werd niet voltooid en het is zelfs niet geweten of er überhaupt een wedstrijd gespeeld werd. 
Na de oorlog werden alle Duitse voetbalclubs ontbonden. Rivaal BC werd niet meer heropgericht, maar Germania wel onder de naam SG Mittweida. Later werd de naam BSG Einheit Mittweida aangenomen. In 1952 was de club medeoprichter van de Bezirksliga Karl-Marx-Stadt, de derde klasse van de DDR. De club speelde daar, met uitzondering van seizoen 1959, tot 1964. Hierna speelde de club in lagere klassen.
Na de Duitse hereniging werd de club ontbonden en werd SV Germania heropgericht. De club speelde lang in de onderste regionen van het Duitse voetbal. In 2018 promoveerde de club naar de Sachsenliga, de hoogste competitie onder de nationale reeksen. 

## Erelijst
Kampioen Zuidwest-Saksen
1910